# フー・レイ翻訳賞
フー・レイ翻訳賞（仏: Prix Fu Lei、中: 傅雷翻譯獎）は、フランスと中国が共同で主催し、在中国フランス大使館が出資している文学・翻訳賞である。この賞は、中国の著名な翻訳家であるフー・レイにちなんで命名された。毎年、中国で翻訳出版されたフランス語の書籍（「文学」と「社会科学」）のうち、最も優れた2冊に授与される。現在、中国で最も権威のある、最も人気のある、最大の文学翻訳賞となっている。